# Gran Zebrú
Gran Zebrú (po niem. Königspitze) to drugi pod względem wysokości szczyt w masywie Ortleru.
Pierwszego wejścia dokonali Tuckett, Buxton i Biner 3 sierpnia 1864 r.